# Ospedale della Pietà

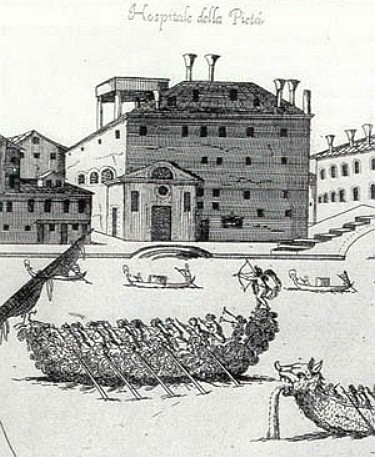
O Ospedale della Pietà em gravura antiga

O Ospedale della Pietà é um convento, orfanato e escola musical para mulheres de Veneza, na Itália, que se tornou famoso no século XVIII pelo alto nível de educação musical que dava às suas internas e por ter sido um dos principais locais de trabalho de Vivaldi.
Foi criado em 1346 pelo governo de Veneza, como uma instituição de caridade para abrigar meninas órfãs ou abandonadas, que muitas vezes lá permaneciam por toda a vida, caso não casassem ou abraçassem a vida religiosa. Meninos eram aceitos apenas temporariamente, devendo partir aos 16 anos após aprenderem ofícios elementares como carpintaria e cantaria.
A partir do século XVII foi instituída rigorosa educação musical em instrumento, composição e canto para as meninas talentosas, que eram chamadas de as Figlie di Choro. As restantes eram as Figlie di Comun, realizando apenas tarefas domésticas. Muitas não tinham nome de família, sendo conhecidas pelo instrumento que tocavam, como Anna Maria dal Violin e Meneghina dalla Viola. Pelo menos duas se tornaram compositoras de algum prestígio: Anna Bon e Vincenta Da Ponte.
O auge do Ospedale aconteceu na primeira metade do século XVIII, quando a partir de 1704 Antonio Vivaldi se tornou seu professor de violino e Maestro dei Concerti (regente e compositor oficial) até deixar Veneza em 1740. Nesta época a orquestra e coro femininos do Ospedale atingiram seu mais alto grau de profissionalismo e perícia técnica, algo incomum para mulheres naquele tempo, e grande parte das obras de Vivaldi foi escrita especialmente para lá ser interpretada. Vivaldi tinha grande cuidado na educação das suas discípulas, muitas vezes ordenando grandes quantias para compra de finos instumentos para elas, alguns deles de fabricantes ilustres como Antonio Stradivari, Nicolò Amati e Andrea Guarneri.
Como muitas das internas haviam sido abandonadas por causa de alguma deformidade física, Vivaldi providenciou instrumentos especiais para estas, e os concorridos concertos, assistidos pela aristocracia veneziana e estrangeira, eram realizados detrás de um gradil que impedia que a platéia visse as intérpretes. Jean-Jacques Rousseau, de passagem por Veneza, assim descreveu sua impressão dos concertos e das intérpretes:
"As Vésperas (...) são tocadas por trás de uma galeria gradeada, somente por meninas, das quais a mais velha não terá mais de vinte anos. Não posso conceber nada mais voluptuoso, nada mais emocionante que esta música. O que me afligia era estas meninas exiladas, de quem apenas sua música se permitia atravessar as grades que ocultavam os anjos adoráveis que julgava serem. Calei-me. Um dia comentei o fato em casa de messer Le Bond. 'Se estais tão curioso', disse-me ele, 'para ver estas mocinhas, posso facilmente satisfazer-vos a vontade. Sou um dos administradores da casa, e vos convido a lanchar com elas'. Quando me dirigia com ele à sala que abrigava aquelas desejadas beldades, senti tamanha agitação de amor como jamais experimentara. Messer Le Bond foi me apresentando uma após outra daquelas afamadas cantoras, cujas vozes e nomes me eram já todos conhecidos. 'Vem, Sophie'... ela era horrenda. 'Vem, Cattina' .... era cega de um olho. 'Vem, Bettina'... a varíola a havia desfigurado. Mal haveria uma ou outra sem qualquer defeito considerável. Duas ou três eram toleráveis; só o que faziam era cantar no coro. Fiquei desolado. Durante o encontro, quando brincamos, elas se alegraram. A feiúra não exclui o charme, e encontrei charme em algumas delas. Finalmente minha maneira de as considerar mudou tanto que quase me enamorei daquelas meninas disformes."
O Ospedale ainda funciona nos dias de hoje, embora com um grupo muito menor de alunas. Os edifícios originais na Riva degli Schiavoni foram parcialmente substituídos por um hotel.